# Anténa Yagi

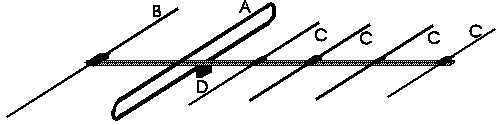
Anténa Yagi-Uda s jedním napájeným prvkem (A) tvořeným skládaným dipólem a 5 parazitními prvky: jedním reflektorem (B) a 4 direktory (C). Anténa vyzařuje rádiové vlny ve svazku s maximem doprava, případně přijímá s maximem zprava.

Anténa Yagi, přesněji anténa Yagi-Uda, je směrová anténa sestávající z jednoho napájeného prvku (obvykle tvořeného složeným půlvlnným dipólem) a několika parazitních prvků (obvykle jeden reflektor a dva až několik desítek direktorů). Anténu vynalezli v roce 1926 inženýři Šintaró Uda a Hidecugu Jagi z Tóhokuské císařské univerzity v Japonsku. Přestože podíl Jagiho byl menší, anténa se obvykle označuje pouze jeho jménem, protože Jagi podal žádost o patentování v USA a navíc v odborných článcích představil vynález západnímu publiku.

## Popis
Reflektor je o něco delší (obvykle přibližně o 5 %) než napájený dipól, naopak direktory jsou o něco kratší. Výsledná konstrukce dosahuje při správném návrhu značné směrovosti především v rovině prvků, což přináší zisk asi 6-14 dB (podle počtu prvků) ve srovnání s půlvlnným dipólem.

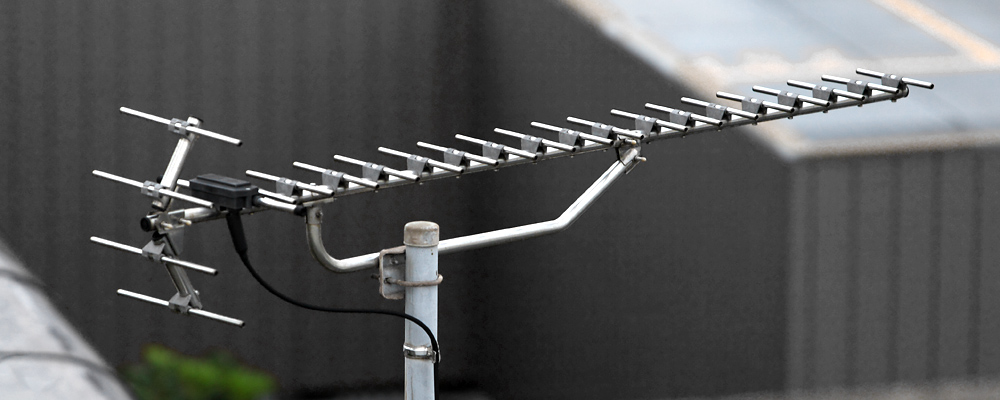
Fotografie Yagi antény pro část televizního pásma UHF. Anténa má 21 parazitních prvků: 4 reflektory připevněné na dvojici pomocných ráhen vlevo a 17 direktorů připevněných na dlouhém ráhnu vpravo. Napájený prvek je připojen k černé anténní krabici poblíž reflektorů. Anténa má maximální zisk pro signály přicházející ze směru řady direktorů.

Anténa Yagi-Uda pracuje na bázi elektromagnetického působení mezi parazitními prvky a napájeným prvkem. Pro svou jednoduchou konstrukci jsou velmi oblíbené. Jsou však poměrně úzkopásmové, takže jsou vhodné pro různá komunikační pásma (včetně radioamatérských), ale již méně vhodné pro tradiční televizní a rozhlasová pásma. Radioamatéři používají antény Yagi pro pásma od krátkých vln, přes VHF po UHF. Širokopásmové antény používané pro pásma VHF a UHF zahrnují podobně vypadající logaritmicko-periodické antény, které mají napájené všechny prvky a při stejných rozměrech mají poněkud nižší zisk.